# Romkrukke
Romkrukke eller rompot er en dessert, som består af forskellige sommerfrugter, sukker og rom. Bær og frugter konserveres gennem sukker og alkohol, så romkrukkens indhold kan spises i vinterhalvåret. Sammensætningen kan varieres. Frugterne kan blandt andre være jordbær, hindbær, solbær og blommer. De opbevares sammen med rom og sukker i en cirka 4 liter stor stenkrukke. Romkrukken serveres ofte som tilbehør til is, grød, budding, æbleskiver, pandekager eller vafler.